# Ropalidia vietnama
Ropalidia vietnama (лат.) — вид ос-полистин рода Ropalidia (Polistinae).

## Распространение
Юго-Восточная Азия: Вьетнам (Nam Cat Tien).

## Описание
Длина осы 10 мм. Тело и ноги полностью чёрное. Напоминает ос вида Ropalidia malayana, у которого развиты жёлтые отметины по телу. Наличник R. vietnama блестящий. Соотношение ширины и длины 1-го тергита = 8,0 : 9,0 (у R. malayana — 7,0 : 7,0). 2-й тергит покрыт рассеянными пунктурами.